# Meioneta arida
Meioneta arida là một loài nhện trong họ Linyphiidae.
Loài này thuộc chi Meioneta. Meioneta arida được Léon Baert miêu tả năm 1990.